# Fernanda Valadez
Fernanda Valadez (Celaya, Guanajuato) es una directora y guionista mexicana, conocida por sus películas Sin señas particulares y Sujo.

## Carrera
Egresó del Centro de Capacitación Cinematográfica. En 2011, su cortometraje, De este mundo, ganó el premio al mejor cortometraje en el Festival de Cine de Guanajuato y el Premio de la Cámara Nacional de la Industria Cinematográfica.
En 2014 fundó, junto con otros cineastas, la compañía EnAguas Cine, donde se produjo el largometraje Los días más oscuros de nosotras de Astrid Rondero. Este proyecto recibió fondos y apoyos del FONCA e IMCINE, entre otros. Colabora también con Chulada Films, quien produjo el documental Ráfagas Serranas de Dalia Reyes. Su segundo cortometraje, 400 maletas, fue seleccionado al Editing Studio del Berlinale Talents 2013, y tras su estreno en festivales de cine en 2015, fue nominado al Premio Ariel como mejor cortometraje de ficción y fue nominado al Oscar estudiantil en la categoría extranjera.
Su ópera prima, Sin señas particulares, obtuvo la beca Jóvenes Creadores del FONCA y fue financiado por FOPROCINE. La película obtuvo el Premio del público y Mejor guion en la World Dramatic Competition en el Festival de Sundance, el Premio Horizontes Latinos y Premio Cooperación Española en el Festival de Cine de San Sebastián, el premio a Mejor Película Internacional en los Premios Gotham.  También fue nominada y ganadora de los Premios Ariel en 2021 en las categorías de Mejor Dirección, Mejor Guion, Mejor Ópera Prima, Mejor Edición, Mejor Actriz, Mejor Actor de Reparto, Mejores Efectos Digitales, Mejor Fotografía y Mejor Película.

## Filmografía
| Año  | Título                 | Notas                          |
| ---- | ---------------------- | ------------------------------ |
| 2024 | Sujo                   | Codirección con Astrid Rondero |
| 2020 | Sin señas particulares |                                |
| 2015 | 400 maletas            | Cortometraje                   |
| 2011 | De este mundo          | Cortometraje                   |